# Kostel svatého Petra a Pavla (Strýčice)
Kostel svatého Petra a Pavla ve Strýčicích je farním kostelem Římskokatolické farnosti Strýčice. Kostel s přilehlým hřbitovem, obehnaným zdí, stojí uprostřed vsi. Od roku 1963 je kulturní památkou. Je připomínán již v roce 1292, kdy ves Strýčice byla darována klášteru ve Vyšším Brodě.
Kostel byl původně byl postaven v románském slohu. V pozdní gotice byla původní jednolodní románská stavba s pravoúhlým presbytářem zvýšena a rozšířena o pětiboce ukončenou loď po jižní straně; vzniklo tak dvoulodí. Severní i jižní presbytář je zaklenut.
K západnímu průčelí byla představena hranolová věž v barokním stylu. Zvon pochází z roku 1585.

## Interiér
V kněžišti (presbytáři) románské části kostela byly objeveny nástěnné malby z 1. poloviny 14. století. Další nástěnné malby, a to z přelomu 15. a 16. století byly objeveny v jižní chrámové lodi.
Na hlavním oltáři je umístěna pozdně gotická socha Panny Marie, která pochází ze začátku 16. století. V chrámu je gotická kamenná křtitelnice,